# طواف إفريقيا للدراجات 2020
طواف أفريقيا للدراجات 2020 هو الموسم السادس عشر من طواف أفريقيا للدراجات، بدأ الموسم في 25 أكتوبر 2019 مع انطلاق سباق Tour du Faso وينتهي في عام 2020.
يرتدي زعيم النقاط، استنادًا إلى النتائج التراكمية للسباقات السابقة، قميص طواف أفريقيا لركوب الدراجات.
تُمنح النقاط على مدار الموسم إلى أفضل المتسابقين في المراحل ضمن سباقات المرحلة والمراكز النهائية للتصنيف العام لكل سباق من سباقات المراحل وسباقات اليوم الواحد، وتحدد جودة وتعقيد السباق عدد النقاط التي يتم منحها للمتصدرين الأوائل، وكلما ارتفع تصنيف الاتحاد الدولي للدراجات للسباق زادت النقاط.

## السباقات
| طواف أفريقيا للدراجات      | طواف أفريقيا للدراجات | طواف أفريقيا للدراجات   | طواف أفريقيا للدراجات | طواف أفريقيا للدراجات | طواف أفريقيا للدراجات | طواف أفريقيا للدراجات | طواف أفريقيا للدراجات |
| التاريخ                    | #                     | السباق                  | الفائز                | الثاني                | الثالث                |                       |                       |
| -------------------------- | --------------------- | ----------------------- | --------------------- | --------------------- | --------------------- | --------------------- | --------------------- |
| 25 أكتوبر – 03 نوفمبر 2019 | 1                     | تور دو فاسو ‏            | Dário António ‏        | برونو أرواخو ‏         | Jonas Döring ‏         |                       |                       |
| 10 – 17 نوفمبر 2019        | 2                     | طواف السنغال ‏           | Didier Munyaneza ‏     | هرمان كيلر ‏           | Marek Čanecký ‏        |                       |                       |
| 20 – 26 يناير 2020         | 3                     | لا تروبيكال أميسا بونغو | Jordan Levasseur ‏     | Natnael Tesfatsion ‏   | ايمانويل مورين        |                       |                       |
| 23 فبراير – 01 مارس 2020   | 4                     | طواف رواندا             | Natnael Tesfatsion ‏   | Moise Mugisha ‏        | باتريك شيلينغ         |                       |                       |